# グレイソン郡 (テキサス州)
グレイソン郡（英: Grayson County）は、アメリカ合衆国テキサス州の北部に位置する郡である。人口は13万5543人（2020年）。郡庁所在地はシャーマンであり、同郡で人口最大の都市である。グレイソン郡は1846年に設立され、郡名はテキサス共和国の検事総長を務めたピーター・ワグナー・グレイソンに因んで名付けられた。
グレイソン郡は、その全体でシャーマン・デニソン都市圏を構成し、またダラス・フォートワース複合都市圏の一部になっている。テキサス州とオクラホマ州の州境に跨る地域を総称する「テキソマ地域」にも入っている。

## 歴史
1896年5月15日、藤田スケールF5を記録した竜巻がシャーマン市を襲った。幅400ヤード (360 m)、長さ28マイル (45 km) を通過し、死者は73名、負傷者200名に上った。約50軒の家屋が破壊され、そのうち20軒は全壊だった。

## 地理
アメリカ合衆国国勢調査局に拠れば、郡域全面積は979平方マイル (2,535.6 km2)であり、このうち陸地934平方マイル (2,419.0 km2)、水域は46平方マイル (119.1 km2)で水域率は4.67%である。

### 主要高規格道路
- アメリカ国道69号線
- アメリカ国道75号線
- アメリカ国道82号線
- アメリカ国道377号線
- テキサス州道5号線
- テキサス州道11号線
- テキサス州道56号線
- テキサス州道91号線
- テキサス州道289号線

### 隣接する郡
- マーシャル郡 (オクラホマ州) - 北
- ブライアン郡 (オクラホマ州) - 北東
- ファニン郡 - 東
- コリン郡 - 南
- デントン郡 - 南西
- クック郡 - 西
- ラブ郡 (オクラホマ州) - 北西

### 国立保護地域
- ヘイガーマン国立野生生物保護区

## 人口動態
以下は2000年国勢調査による人口統計データである。
| 基礎データ - 人口: 110,595人 - 世帯数: 42,849 世帯 - 家族数: 30,208 家族 - 人口密度: 46人/km2（118人/mi2） - 住居数: 48,315軒 - 住居密度: 20軒/km2（52軒/mi2） 人種別人口構成 - 白人: 87.20% - アフリカン・アメリカン: 5.85% - ネイティブ・アメリカン: 1.31% - アジア人: 0.57% - 太平洋諸島系: 0.05% - その他の人種: 2.90% - 混血: 2.13% - ヒスパニック・ラテン系: 6.80% 年齢別人口構成 - 18歳未満: 25.3% - 18-24歳: 9.3% - 25-44歳: 27.6% - 45-64歳: 22.8% - 65歳以上: 15.1% - 年齢の中央値: 37歳 - 性比（女性100人あたり男性の人口） - 総人口: 94.0 - 18歳以上: 90.6 | 世帯と家族（対世帯数） - 18歳未満の子供がいる: 32.1% - 結婚・同居している夫婦: 55.2% - 未婚・離婚・死別女性が世帯主: 11.4% - 非家族世帯: 29.5% - 単身世帯: 25.5% - 65歳以上の老人1人暮らし: 11.4% - 平均構成人数 - 世帯: 2.51人 - 家族: 3.00人 収入と家計 - 収入の中央値 - 世帯: 37,178米ドル - 家族: 45,048米ドル - 性別 - 男性: 32,998米ドル - 女性: 23,414米ドル - 人口1人あたり収入: 18,862米ドル - 貧困線以下 - 対人口: 11.3% - 対家族数: 8.4% - 18歳未満: 13.8% - 65歳以上: 10.1% |

「ローンスター・アウトドア・ニューズ」が2009年4月1日に掲載したトマス・フィリップッスの記事に拠れば、グレイソン郡は「如何なる季節でもシカを弓でのみ狩猟することができる」州内唯一の郡である。

## 都市と町
| - シャーマン - 郡庁所在地 - デニソン - ベルズ - コリンズビル - ドーチェスター - ゴードンビル、未編入の町 - ギュンター - ハウ - ノールウッド - ルエラ、未編入の町 | - ポッツボロ - レッドブランチ - サドラー - サウスメイド - タイオガ - トムビーン - バナルスタイン † - ホワイツボロ † - ホワイトライト † |

† 隣接する郡に跨る都市

## 図書館
ポッツボロ地域図書館はグレイソン郡で唯一完全にボランティアで運営される図書館である。寄付と寄贈のみで運営されている。